# Naturschutzgebiet Kniepower See und Katharinensee
Das Naturschutzgebiet Kniepower See und Katharinensee ist ein Naturschutzgebiet in Mecklenburg-Vorpommern. Es umfasst eine Fläche von 30 Hektar und befindet sich zwischen den Orten Karnitz und Kniepow.
Der Zustand des Katharinensees wird als sehr gut angesehen, der des Kniepower Sees als gut. Die Nährstoffeinträge der vergangenen Jahrzehnte haben die Wasserqualität beeinträchtigt.
Ein Wanderweg nach Kniepow führt durch das Gebiet.

## Geschichte
Die beiden Seen liegen eingebettet in die Grundmoränenlandschaft des Muttlandes von Rügen. Die Landschaft wurde entscheidend durch die Abtauphasen der letzten Eiszeit geprägt. Die Eismassen und Schmelzwasser schufen ein starkes Geländerelief, mit Sandablagerungen und Toteisformen. Der nahezu rechtwinklige Kniepower See geht auf eine Kreuzung der Schmelzwasserbahnen zurück. Der Katharinensee entstand als Toteisform und bildete sich zum Kesselsee ohne Abfluss.
Erste Zeugnisse menschlicher Besiedlung im Gebiet zeigen sich durch den slawischen Burgwall aus dem 10. Jahrhundert östlich von Kniepow. Das Urmesstischblatt aus dem Jahr 1836 zeigt die Seen umgeben von Wald und Bruchwald. Die Flächen des Westufers wurden als Acker genutzt, später wurden diese mit Lärchen und Fichten wieder aufgeforstet. Zu DDR-Zeiten wurden verstärkt Abwässer aus Landwirtschaft und Haushalt in den Kniepower See geleitet. Eine Silagemiete befand sich am Ostufer des Sees und Sickerwässer beeinflussten die Wasserqualität.

## Pflanzen- und Tierwelt
Der aktuell eutrophe Kniepower See ist mit dichten Beständen der Wasserpest besiedelt. Auf der Wasseroberfläche finden sich Weiße Seerose und Große Teichrose. Eine Röhrichtzone mit Schilf umgibt den See, die stellenweise in Erlenbruchwald mit Bitterem Schaumkraut, Rohrkolben und Seggen übergeht.
Der mesotrophe Katharinensee wird von einer Schwingdecke aus Schilf, Steif-Segge, Sumpfsegge und Ästigem Igelkolben gesäumt. Hervorhebenswert sind die Vorkommen von Gewöhnlichem Wasserschlauch und Einfachem Igelkolben. Teilbereiche zwischen den Seen werden von Fichten- und Lärchenforsten eingenommen. Umliegend schließt ein Wald mit Birken, Stiel-Eichen und Buchen an.
Bisher wurde in beiden Seen 59 Weichtierarten nachgewiesen. Weiterhin leben Schwimmkäfer, wie der Große Kolbenwasserkäfer und der Gaukler im See. An Fischarten wurden Hecht, Aal, Schlei und Barsch beobachtet. Brutvögel im Gebiet sind Pirol, Eisvogel, Zwergtaucher und Graugans.